# Börje Veslen
Börje Veslen (ursprungligen  Wesslén), född 23 oktober 1903 i Stockholm, död 1973, var en svensk målare, grafiker, journalist och novellförfattare.

## Biografi
Börje Veslen var son till tonsättaren Mathias Rudolf Wesslén och Edla Emilia Olivia Anderson. Redan i 15-årsåldern fick han resa utomlands för att bedriva elementära studier i teckning för Alexander Höfer i Dresden efter omkring 1½ år reste han vidare till Sydtyskland samt följande år studerade han i Köpenhamn och Oslo samt därefter en kortare tids studier i etsning för Axel Tallberg 1923. Han fortsatte sina etsningsstudier för Emil Johanson-Thor och Harald Sallberg vid akademiens etsningsskola 1932. I två perioder 1924–1930 och 1937–1939 var han med kortare undantag fast bosatt i Paris där han huvudsakligen bedrev självstudier och utförde teckningar. Under Paristiden besökte han sporadiskt Académie Colarossi som gäst för att få idéer och tips. I Paris uppmärksammades hans teckningar av Louis Jouvet som ombesörjde att han fick ställa ut några torrnålsgravyrer och etsningar i foajén till Comédie des Champs Elysées. Tidvis försörjde han sig som lämpare och lättmatros på fartyg i Medelhavs- och Östersjöfart och genom att skicka illustrerade resereportage och noveller till svenska tidningar och tidskrifter utökade han sin lön. Han publicerades framför allt i Social-Demokraten och när han var fast boende i Paris fungerade han som tidningens Paris korrespondent 1937–1939.
Han debuterade som författare med boken Vaxljuset och glödlampan. Sagor 1927. Hans konst består av grafiska verk med bibliska motiv eller efter litterära förlagor. Hans expressiva svart-vita etsningar, torrnålsgravyrer och litografier med djup svärta och diffusa konturer är mångtydiga och suggestiva, skildrar gärna bisarra litterära motiv eller handlar om människor på livets skuggsida. I mitten av 1930-talet utförde han några blad som var inspirerade av Koranen till ett aldrig slutfört illustrationsarbete, han planerade vid samma tid boken utanför slentrianen där han tänkte samla ett antal av sina noveller från olika tidningar och illustrera dem med etsningar tryckta direkt i textarken. Han utförde prov på tunn hårdvalsad koppar etsad i holländska etsningsbadet men lyckades inte hitta någon förläggare som var villig att ge ut boken. Under krigsåren tog han åter upp arbetet med sin novellsamling fast nu illustrerades bilderna i litografi och gavs ut av det egna förlaget Actum under namnet Entr'acte. Boken följdes upp av Entr'acte II 1945 som han illustrerade med 24 trefärgers originallitografier och 1945–1946 bildsviten Skuggorna. Fragment ur ett händelseförlopp på ännu okänd tid och plats som han illustrerade med 15 originallitografier. Under 1940-talet arbetade han mest med koppargrafik men specialiserade sig senare på litografi varav porträttolkningen av skalden Nils Ferlin från 1949 blev berömt. Under 1950- och 1960-talen fick naturen en mer dominerande plats i hans konst. Under 1954 besökte han Grekland och fångades av dess natur och vyer. Trots ett för honom irriterande inslag av bysantinska kyrkor som gråa lusbon, som skabb och kvalster på Hellas jord blev det många skildringar av det grekiska landskapet och naturskildringar. Han återvände därefter ett flertal gånger till Grekland för att måla och leva med ortsbefolkningen. Det var också i Grekland som han odlade sin skepticism och mysticism. Han reste runt bland Korfu, Mykonos och många andra öar och redan när han klev iland upptäckte han något spökhus eller väsen. I den grekiska mytologin har den egendomliga harpyan som är ett demoniskt blandväsen av rovfågel och kvinna avbildats i form av folkliga votivstatyetter, dessa lockade honom att själv utföra suggestiva tolkningar av harpya. Ett flertal av hans grekiska bilder har publicerats som illustrationer till noveller i tidningar och tidskrifter, bland annat i Konstvännen och Dagens Nyheter. Förutom kopparstick och litografi arbetade han i viss utsträckning med träsnitt och måleri i olja.
Separat ställde han ut på Lilla ateljén, Mässhallen, De Ungas salong, Galerie Moderne i Stockholm och Folket i Bilds konstklubb i Göteborg, SDS-hallen i Malmö, Lilla konstsalongen i Örebro samt Härnösand och Visby. Tillsammans med Simone de Dardel ställde han ut på Lorensbergs konstgalleri i Göteborg 1951 och tillsammans med Osvald Larsson i Kalmar 1953 samt med Dick Cassée på Galerie des Deux-Iles i Paris 1961 och med Karl Göte Bejemark i Härnösand och Visby. Han medverkade i några av Sveriges allmänna konstförenings salonger i Stockholm under 1930- och 1940-talen, Nordiska grafikunionens utställningar i London, Helsingfors, Liljevalchs konsthall och på Charlottenborg, Föreningen Graphicas utställningar i Lund och flera av Grafiska sällskapets utställningar i Stockholm, landsorten och utlandet. Han tilldelades stipendium från bland annat Kungafonden 1954, H Ax:son Johnsons stiftelse 1954, Grafiska sällskapets stipendium samt Stockholms stads konstnärsstipendium 1957 samt flera statliga arbetsstipendier. Veslen är representerad vid Nationalmuseum, Moderna museet i Stockholm, Göteborgs museum, Kalmar konstmuseum, Malmö museum, Norrköpings konstmuseum, Brooklyn Museum of Art, National Gallery of Canada i Ottawa, Kanada.